# Census of Marine Life
Il Census of Marine Life è una rete globale di ricercatori che vivono in più di 80 nazioni e sono impegnati in un'iniziativa scientifica che dovrebbe durare 10 anni e che si propone di accertare e descrivere la diversità, la distribuzione, l'abbondanza delle forme di vita negli oceani. Il nome è spesso abbreviato in CoML. Il primo rapporto Census of Marine Life -past, present, and future- sarà pubblicato nel 2010 a Londra.

## Programma

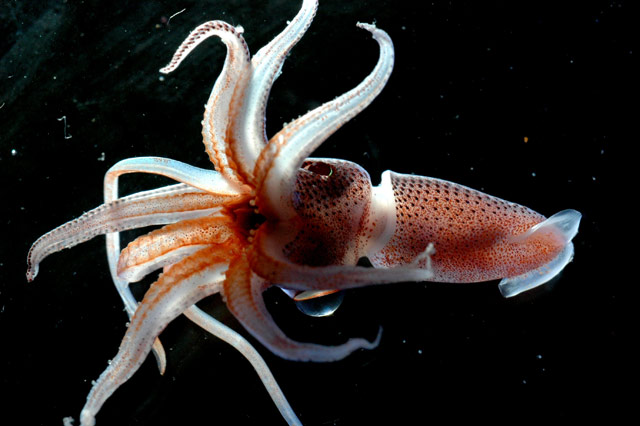
Immagine di un Histioteuthis fornita da L. Madin per il Census of Marine Life.

Il programma Census consiste di quattro sottoprogrammi principali organizzati attorno alle seguenti 3 domande:
1. What has lived in the oceans?
2. What does live in the oceans?
3. What will live in the oceans?»

1. Chi ha abitato gli oceani?
2. Chi abita gli oceani?
3. Chi abiterà gli oceani?»

### Investigare il passato
I ricercatori del Census hanno accolto la sfida di ricostruire la storia delle popolazioni animali marine prima che la pesca commerciale diventasse consistente, cioè prima di 500 anni fa. Questa parte di programma prende il nome di History of Marine Animal Populations (HMAP).

### Accertare il presente
La parte più grande del programma Census riguarda le specie che oggi abitano gli oceani mondiali attraverso 14 progetti sul campo. Ciascuno di questi analizza importanti classi di biota all'interno di sei divisioni degli oceani utilizzando una serie di strumenti all'avanguardia. I dettagli sono trattati nel seguito.

### Prevedere il futuro
Raccontare chi abiterà le acque degli oceani richiede modelli numerici e simulazioni. Questa parte del programma è la Future of Marine Animal Populations (FMAP). Questo gruppo si occupa di integrare dati provenienti da molte fonti e creare strumenti analitici e statistici per fare previsioni su popolazioni marine ed ecosistemi del futuro.

### Fornire documentazione in tempo reale
Un'iniziativa globale di questo genere richiede strutture di acquisizione dati allo stato dell'arte e in quest'ottica, il gruppo denominato Ocean Biogeographic Information System (OBIS), costituisce il quarto sottoprogramma del Census. L'obiettivo è fornire ad un utente che si trovi ovunque nel mondo mappe oceaniche interattive su cui cliccare per ottenere la descrizione di animali e piante presenti in una certa zona del mondo. Nel 2007, il database OBIS conteneva già più di 14 milioni di documenti e diversi milioni sono attesi per il 2010. OBIS è pensato per rendere la condivisione dei dati semplice e permettere all'utente di comprendere i processi ed i modelli che governano la vita nel mare.